# Tạ Đình Đề
Tạ Đình Đề (còn có tên là Lâm Giang, sinh 8 tháng 8 năm 1917 tại Hà Tây – mất 17 tháng 1 năm 1998 tại Hà Nội) là nhà cách mạng Việt Nam. Ông quê thôn Đại Định, xã Tam Hưng, huyện Thanh Oai, Hà Đông nay thuộc thành phố Hà Nội.

## Tiểu sử
Ông xuất thân trong một gia đình truyền thống tham gia phong trào Đông Kinh Nghĩa Thục của Lương Văn Can.
Năm 1933, lúc 16 tuổi, làm công nhân Sở Hỏa xa Vân Nam tại ga Côn Minh (Trung Quốc).
Năm 1935, tham gia Hội Ái hữu Cứu quốc (sau đổi thành Việt Nam Giải phóng Cứu quốc) do Mặt trận Việt Minh tổ chức.
Năm 1941, được Việt Minh cử đi học ở Liễu Châu tại Phân hiệu Chuyên ngành của Trường Quân sự Hoàng Phố. Ở Phân hiệu Liễu Châu, ông được đào tạo trở thành gián điệp và tốt nghiệp với tấm bằng xuất sắc.
Tham gia các hoạt động vũ trang và được Việt Minh phân công hoạt động tình báo cùng phái bộ Mỹ trong phe Đồng minh chống phát xít Nhật.
Được kết nạp vào Đảng Cộng sản Đông Dương tháng 6 năm 1946, chính thức vào tháng 9 năm 1946.
Năm 1944 là Đội trưởng Đội Biệt động Liên khu 3.
Ngày 19 tháng 8 năm 1945, tham gia tổ chức giành chính quyền ở huyện Thanh Oai, thành phố Hà Nội. Sau khi giành được chính quyền, ông làm Ủy viên Công chính Ủy ban Nhân dân Cách mạng lâm thời huyện Thanh Oai.
Cuối năm 1945, là Phó ban Tình báo Liên khu 2 trực thuộc Bộ Tư lệnh Liên khu 2.
Năm 1950 đến năm 1953, được cử đi học tại Phân Khoa 2 Trường Quân sự Quế Lâm (Trung Quốc) khóa 6 và khóa 7.
Từ tháng 10 năm 1954, Công tác tại Tổng cục Đường sắt, lần lượt giữ các chức vụ: Chủ nhiệm Tổng kho Biên giới Lạng Sơn; Trưởng đoạn Đoạn Đầu máy Hà Nội; Trưởng ban Ban Thể dục - Thể thao, kiêm Giám đốc Xưởng Dụng cụ Cao su Đường sắt trực thuộc Tổng cục Đường sắt.
Tháng 2 năm 1991, ông nghỉ hưu với mức lương Cán sự 3.
Ông mất năm 1998 tại Hà Nội.

## Sự nghiệp
Do gia đình có hoàn cảnh khó khăn, nên 16 tuổi Tạ Đình Đề đã lang bạt sang làm Công nhân Sở Hỏa xa Vân Nam tại Ga Côn Minh, Trung Quốc. Trong thời gian đó, ông tham gia Hội Ái hữu Cứu quốc (sau đổi thành Việt Nam Giải phóng Cứu quốc) do Mặt trận Việt Minh tổ chức.
Ông được đào tạo thành gián điệp và tốt nghiệp tại Trường Quân sự Hoàng Phố (Trung Quốc) với tấm bằng xuất sắc. Ông tham gia các hoạt động vũ trang và được Việt Minh phân công hoạt động tình báo cùng Phái bộ Mỹ trong Phe Đồng minh chống phát xít Nhật.
Sau Giải phóng Thủ đô, ông rời quân ngũ và về công tác tại Tổng cục Đường sắt Việt Nam cho đến lúc nghỉ hưu vào tháng 2 năm 1991.
Ông là người trực tiếp lãnh đạo và xây dựng phong trào Thể dục Thể thao và Văn hóa Văn nghệ ngành Đường sắt Việt Nam. Đội Bóng đá Tổng cục Đường sắt nổi danh một thời cũng là do công sức đóng góp lớn của ông. Đội Văn công Đường sắt cũng nổi danh một thời với những văn nghệ sĩ tên tuổi như Lưu Quang Vũ, Phan Lạc Hoa, Trọng Nghĩa...
Ông đã xây dựng và góp phần đưa Xưởng Dụng cụ Cao su Tổng cục Đường sắt trở thành một Doanh nghiệp lớn có nhiều sản phẩm xuất khẩu ra nước ngoài ngay từ khi còn chiến tranh và thời kỳ bao cấp.

### Biến cố
Ngày 27 tháng 11 năm 1974, Tạ Đình Đề bị bắt lần thứ nhất. Bị giam cứu hai năm để điều tra.
Từ ngày 7 tháng 6 đến 12 tháng 6 năm 1976, Tòa án Nhân dân Thành phố Hà Nội mở phiên tòa xét xử Tạ Đình Đề với tội danh tham ô tài sản xã hội chủ nghĩa. Qua 6 ngày xét xử, Tòa tuyên "Tha bổng" Tạ Đình Đề - Luật pháp của Việt Nam Dân chủ Cộng hòa lúc đó không có từ "Tha bổng".
Tháng 8 năm 1985, Tạ Đình Đề lại bị bắt lần thứ hai.
Ngày 3 tháng 9 năm 1987, Tòa án Nhân dân Thành phố Hà Nội mở phiên tòa xét xử Tạ Đình Đề với 34 tội danh. Những ngày này, nhiều cơn "Địa chấn" dữ dội ở khu vực trước Tòa án Nhân dân Thành phố Hà Nội - Đó là những đám đông người từ các địa phương Nghệ An, Thanh Hóa, Nam Định kéo lên, người từ các Công xưởng, phố xá ùn ùn kéo tới, đứng tràn cả ra đường Lý Thường Kiệt. Kết quả Tòa không luận được tội trạng và tuyên là Tạ Đình Đề không phạm tội. Ông được trả tự do ngay tại Tòa.

### Cống hiến
Năm 1971, Tạo dựng cơ nghiệp mới cho Xưởng Dụng cụ Cao su Đường sắt trên bãi trống Láng Hạ. Đường Láng Hạ ngày nay lúc đầu do Ông chỉ đạo làm một lối đi từ Đê La Thành xuống Xưởng Dụng cụ Cao su Đường sắt. Trên mảnh đất này nhiều công nhân Đường sắt đã được chia đất làm nhà ở, nhiều căn hộ, biệt thự nay rất khang trang có giá trị rất lớn.
Tại Xưởng Dụng cụ Cao su Đường sắt trước những năm 1975, ông đã có nhiều quyết định táo bạo: áp dụng hình thức khoán sản phẩm, khoán công việc đến từng người, từng tổ và trả lương theo sản phẩm, thực hiện thưởng lương tháng 13 để công nhân có tiền ăn Tết. Công nhân được đưa đón bằng xe ô tô và ăn giữa ca không mất tiền....
Vợt Bóng bàn duy nhất sản xuất ở Việt Nam sản xuất tại Xưởng Dụng cụ Cao su Đường sắt của ông Tạ Đình Đề xuất khẩu đi 9 nước Xã Hội Chủ Nghĩa ở Đông Âu.

### Huyền thoại
Cuộc đời của ông bắt đầu bằng những câu chuyện huyền thoại và kết thúc cũng bằng những câu chuyện huyền thoại. Ông nổi danh với những hoạt động cách mạng được xem như huyền thoại. Nhờ tính cách ngang tàng và trượng nghĩa của mình mà ông có rất nhiều bạn bè. Nhưng rồi sau đó, chính điều đó làm hại ông. Cuộc đời ông cũng là một chuỗi ngày dài bị oan khuất...
- Một con người không có cấp bậc, chức vụ, không hề giữ trọng trách trong quân đội, trong chính quyền mà đã có nhiều huyền thoại. Trong Kháng chiến Chống Pháp từ Liên khu 3, Liên khu 4, Bình Trị Thiên, Việt Bắc... ông từng là Trưởng ban Tình báo Trung đoàn 52-Tây Tiến, các chiến sĩ Quân đội, nhân dân đều biết tên Ông. Tên tuổi của Tạ Đình Đề vang mãi tới Nam Bộ xa xôi. Đặc biệt ở Miệt Cống Thần, Chợ Đại (Hà Nam), Hà Nội... Bà con nhắc đến Ông với thái độ khâm phục, kính nể, trân trọng.
- Quân Pháp trong thời tạm chiếm Hà Nội nơm nớp tưởng chừng như lúc nào Ông cũng có mặt giám sát hành động của chúng. Chính bọn chúng thêu dệt nên những huyền thoại "Xuất Quỷ, Nhập Thần" của Ông trong nội thành Hà Nội thời tạm chiếm.
- Ông là một con người bị cuộc đời dần lên, hắt xuống ghê gớm; nhưng ông cũng là người ngang tàng ngay thẳng, không ngại nguy hiểm và dám bảo vệ quan điểm khi sự việc Ông cho là đúng. Chính vì tính ngang tàng, thẳng thắn đó, mà trên đường công danh, Ông gặp biết bao điều trắc trở.
- Lần thứ nhất tại Tòa án, Hội đồng Xét xử nhận định: "Toàn bộ hoạt động của Tạ Đình Đề từ 1971 đến 1974 là thấy việc gì có lợi cho đơn vị thì kể cả móc ngoặc, xin nhượng, mua bán, đổi chác để thực hiện bằng được. Thấy mặt hàng gì có khả năng bán được là tung tiền ra mua kỹ thuật và đầu tư sản xuất, trước mắt lấy lãi phục vụ kiến thiết cơ bản, hoạt động thể dục thể thao và mục tiêu lâu dài là đưa xí nghiệp trở thành xí nghiệp lớn, kinh doanh tổng hợp. Kết quả đạt được là một cơ ngơi khang trang được hoàn thành trong hai năm trên một bãi tha ma và ao rau muống... Các bị cáo cố ý làm trái nhưng không có tư lợi". Cuối cùng Hội đồng Xét xử tuyên "Tha bổng Tạ Đình Đề" - Luật pháp lúc đó và Luật Hình sự hiện nay không có từ "Tha bổng". Cáo trạng dựa vào một bản báo cáo thanh tra, nhưng thẩm phán Phùng Lê Trân phân tích: Báo cáo của Đoàn Thanh tra liên bộ chưa có căn cứ để tin. Xét về nguyên tắc thì không có quyết định thành lập Đoàn Thanh tra liên bộ. Báo cáo thanh tra không có ngày tháng, không ghi những ai, tên gì, của cơ quan nào được cử tham gia đoàn thanh tra. Không ghi ai là Trưởng đoàn, Đoàn gồm có mấy người... nên không thể xem đây là văn bản có giá trị pháp lý. Hơn nữa, Bộ trưởng Bộ Giao thông Vận tải Dương Bạch Liên trong công văn số 72 ngày 4 tháng 12 năm 1974 khẳng định: "Có những việc liên quan đến Tổng cục Đường sắt và Bộ có trách nhiệm, không phải Giám đốc Xưởng tự ý làm".

Phiên tòa kéo dài 6 ngày trở thành một sự kiện chấn động dư luận thời bấy giờ. Tổng cục trưởng Tổng cục Đường sắt Hà Đăng Ấn cho công nhân Xưởng Dụng cụ Cao su Đường sắt nghỉ việc để đi tham dự phiên tòa. Nhiều anh em công nhân ôm hoa đứng ở cổng Hỏa Lò để tặng ông khi Công an dẫn ông sang Tòa án. Quảng trường Tòa án ngày nào cũng đông nghịt người theo dõi phiên tòa...
- Lần thứ hai tại Tòa án, Hội đồng Xét xử Tuyên án: "Tạ Đình Đề không phạm tội và được trả tự do ngay tại tòa. Tòa kiến nghị Tổng cục Đường sắt phục hồi quyền lợi mọi mặt cho bị cáo". Phiên Tòa xử Tạ Đình Đề lần này cũng như lần trước. Tòa không luận được tội trạng của Ông. Tội tập hợp những phần tử xấu lưu manh, trộm cắp thì hàng trăm công nhân con thương binh, liệt sĩ, những tù nhân đã được cải tạo mãn hạn tù, những chiến sĩ bộ đội hoàn thành nghĩa vụ quân sự bị thất nghiệp... được Ông dung nạp, đều là những người tốt. Không hề tìm thấy dấu vết một người trong số đó thoái hóa, biến chất. Việc làm của Giám đốc đều vì công việc, vì nhà máy, vì mọi người. Tòa không đủ chứng cứ kết tội. Các tội vi phạm khác, đều bị Luật sư tình nguyện bảo vệ Tạ Đình Đề, dùng luật bác bỏ. Điều lạ, Luật sư bảo vệ cho Ông là Luật sư không chuyên. Lời Tuyên án của Hội đồng Xét xử được truyền qua loa phóng thanh. Tiếng của Chánh án chưa dứt thì tiếng vỗ tay, hoan hô vỡ òa như sấm. Người ta ào vào công kênh Tạ Đình Đề lên vai, rồi tặng Ông những bó hoa. Chính những Chiến sĩ Công an vừa khóa tay Tạ Đình Đề, lại là người dẫn đầu mở lối cho Ông ra với bà con, bạn bè.
- Hồi Hà Nội xử vụ án Tạ Đình Đề, thiên hạ hiếu kỳ cả người lớn, cả trẻ em đến ngồi đầy trong sân Toà án. Đám trẻ chừng mười bốn, mười lăm tuổi đang ngồi xúm quanh một đứa lớn hơn đang liến láu kể chuyện, mắt mũi trợn trạo: "Thế này nhé, hồi Bác Hồ sang Trung Quốc, có người mời Bác hút thuốc lá. Bác vừa ngậm điếu thuốc trên môi thì Ông Tạ Đình Đề đứng bảo vệ Bác rút súng lục bắn "oành" một phát trúng điếu thuốc rơi xuống, ghê không? Chẳng là người ta đã tẩm thuốc độc vào điếu thuốc lá mà... " - Lũ trẻ ngồi ngẩn mặt nghe...
- Một hôm, Đại tá Quách Hải Lượng - người từng gặp ông Tạ Đình Đề ở chiến khu Việt Bắc hỏi: "Người ta nói anh bắn súng giỏi lắm phải không?", Ông Đề nói vui: "Các ông chẳng biết gì về Tình báo cả, người Tình báo nào mà chẳng bắn trúng, khi cần bắn thì... dí súng vào người mà bóp cò, làm gì mà chả trúng. Chứ đừng nghĩ như tiểu thuyết và xi-nê".

Xung quanh Tạ Đình Đề có rất nhiều giai thoại, huyền thoại, ai hỏi thì ông bảo: "Ối giời ơi, chúng nó bịa ấy mà", rồi ông cười ngặt nghẽo: "Làm gì có chuyện đó. Chuyện về tớ cũng như chuyện về Bút Tre".

## Danh hiệu
- Danh hiệu "Tú tài" (Cá nhân Ông Tự phong, vì hai lần tù - "Tái tù").
- Danh hiệu: Lão thành Cách mạng - Cán bộ hoạt động trước năm 1945.
- Huy hiệu 50 năm tuổi Đảng.
- Huân chương Độc lập hạng Ba (ngày 11/5/2007 Chủ tịch nước Nguyễn Minh Triết đã ký Quyết định truy tặng).

## Gia đình
Cha mẹ ông là Tạ Đình Ky và Lê Thị Duyên (còn gọi là bà Phó Ỳ). Ông có sáu anh em ruột. Người anh Tạ Đình Thái là liệt sĩ chống Pháp từ năm 1950, người chị Tạ Thị Ào là Bà mẹ Việt Nam Anh hùng. Mẹ và các chị đều ủng hộ cán bộ cách mạng hoạt động từ thời kỳ tiền khởi nghĩa.
Phu nhân của ông là Đặng Thị Thọ. Bà là con nhà tư sản Nghĩa Tường Đặng Thị Huyền, giàu có tiếng ở số 8 Hàng Ngang, Hà Nội. Bà mất năm 2003 tại Hà Nội.

## Văn thơ
Nhà thơ Bút Tre:
"Hoan hô đồng chí Võ Nguyên,
Giáp ta thắng trận Điện Biên trở về;
Hoan hô anh Tạ Đình Đề
Trước là mật thám nay về với ta."